# Syzygotettix uncinatus
Syzygotettix uncinatus är en insektsart som först beskrevs av Carl Stål 1877.  Syzygotettix uncinatus ingår i släktet Syzygotettix och familjen torngräshoppor. Inga underarter finns listade i Catalogue of Life.